# Winnerfall
Der Winnerfall ist ein Wasserfall im Tennengebirge in Scheffau im Salzburger Tennengau.

## Lage und Hydrographie
Der Wasserfall befindet sich im Kar zwischen Kuchlberg und Rotwand. Er bildet die Quelle des Schwarzenbachs, der bei Oberscheffau, schon unterhalb der Lammeröfen, in die Lammer mündet.
Der Wasserfall entspringt zahlreichen Klüften des Tennengebirgstocks. Er tritt nur periodisch besonders nach der Schneeschmelze auf (etwa April bis Mitte Mai), und bei Wolkenbrüchen. Bei Trockenheit kann er gänzlich versiegen. Bei Starkwasser kann er um die 60 Meter höhe und 40 Meter Breite erreichen. Er fällt nicht frei, sondern verteilt sich über zahlreiche Gesteinsstufen.
Dabei ist der Wasserfall eine geologische Besonderheit: Er ist ein unterirdischer Überlauf der eigentlichen Schwarzenbachquelle, die unterhalb liegt. Bei starkem Grundwasserzustrom kann die Quelle den Zufluss nicht mehr schütten, das Wasser steigt im Berginneren an, und tritt oberhalb in einem mächtigen Siphon aus, der Winnerfallhöhle. Die unteren Quellen liegen auf 640 m ü. A., der Ausgang der Winnerfallhöhle auf 640 m ü. A.
Der Winnerfall gehört mit den Abtenauer Quellen (Lammergebiet) und dem Raum Pass Lueg (Salzach) zu den Hauptabflüssen des Tennengebirges, das durch seine Schichtung im karstigen Untergrund nach Norden entwässert. Er gehört zum gemeinsamen Quellhorizont mit Dachserfall, Tricklfall und bildet deren tiefsten Punkt, während die Brunneckerhöhle im Salzachtal zwar wesentlich tiefer liegt (500 m ü. A.), ihr Höhlenbach erreicht im Berginneren aber dasselbe Niveau. In der Falllinie oberhalb liegen International Schacht, Schneeloch und Grollbläser.
Bei Trockenheit ist die Winnerfallhöhle zugänglich. Sie wurde August 1979 und Folgejahre vom Speleo-Club de Marseille (Club Alpin Francais) bis in Tiefen von etwa −500 erstbegangen.

## Erreichbarkeit
Der Wasserfall ist über den Forstweg des Schwarzenbachgrabens und den Scheffauer Mühlenrundweg leicht zu erwandern.